# 阿利亚 (阿列日省)
阿利亚（法語：Alliat，法語發音：[alja]）是法国阿列日省的一个市镇，属于富瓦区。

## 地理
阿利亚（42°49'1"N, 1°35'11"E）面积3.46 平方千米，位于法国奧克西塔尼大區阿列日省，该省份为法国西南部内陆省份，西部和北部与上加龙省接壤，东临奥德省，东南至东比利牛斯省接壤，南与安道尔和西班牙接壤。
与阿利亚接壤的市镇（或旧市镇、城区）包括：卡普莱和瑞纳克、热纳、拉佩日、尼奥、基耶、阿列日河畔塔拉斯孔。

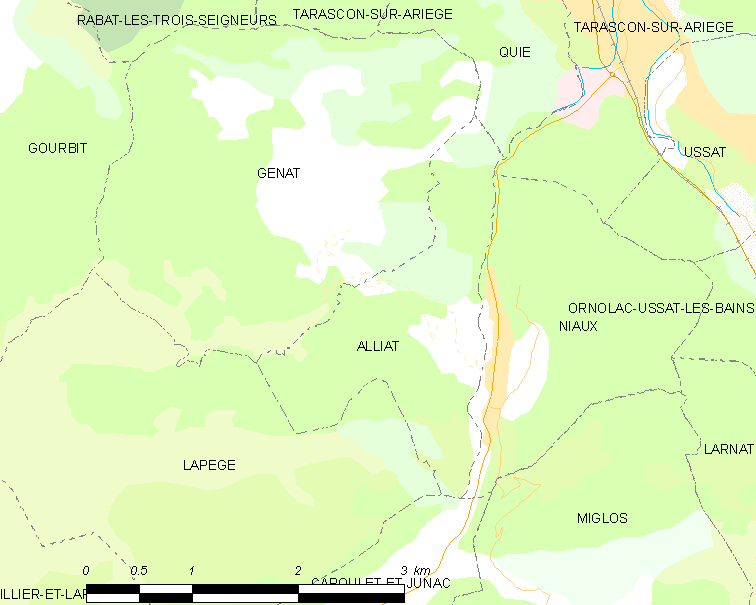
的OSM定位图

阿利亚的时区为UTC+01:00、UTC+02:00（夏令时）。

## 行政
阿利亚的邮政编码为09400，INSEE市镇编码为09006。

## 政治
阿利亚所属的省级选区为萨巴尔泰斯县。

## 人口

1962-2008年间人口变化图示

阿利亚于2022年1月1日时的人口数量为56人。